# Conops rufiventris
Conops rufiventris är en tvåvingeart som beskrevs av Macquart 1849. Conops rufiventris ingår i släktet Conops och familjen stekelflugor. Inga underarter finns listade i Catalogue of Life.